# Староарзаматово
Староарзаматово (баш. Иҫке Арзамат, мар. Тошто Арзамат) — деревня в Мишкинском районе Республики Башкортостан Российской Федерации. Входит в состав Староарзаматовского сельсовета.

## География

### Географическое положение
Расстояние до:
- районного центра (Мишкино): 14 км,
- центра сельсовета (Малонакаряково): 1 км,
- ближайшей ж/д станции (Загородная): 133 км.

## История
Закон «О внесении изменений в административно-территориальное устройство Республики Башкортостан в связи с образованием, объединением, упразднением и изменением статуса населенных пунктов, переносом административных центров» от 20 июля 2005 года, N 211-з гласил:

ст.1
10. Перенести административные центры следующих сельсоветов:
3) Староарзаматовского сельсовета Мишкинского района из деревни Староарзаматово в деревню Малона-каряково;

## Население
| 2002 | 2009 | 2010 |
| ---- | ---- | ---- |
| 559  | ↗591 | ↘570 |

### Национальный состав
Согласно переписи 2002 года, преобладающая национальность — марийцы (98 %).

## Известные жители, уроженцы
- Шамаева Светлана Самиевна (род. 1955) — советский, российский живописец.